# Actéon groep
De Actéon groep is een groep van vier atollen binnen de Tuamotu archipel in Frans-Polynesië. De groep ligt zo'n 1400 km ten zuidzuidoosten van Tahiti en zuidoostelijk binnen de Tuamotu. De vier atollen liggen 46 km uit elkaar, en ze zijn allen onbewoond.

## Atollen
De vier atollen van de Actéon groep:
- Matureivavao
- Tenararo
- Tenarunga
- Vahanga

## Geschiedenis
De eerste Europeaan die de Actéon groep ontdekte was Pedro Fernández de Quirós op 5 februari 1605. Hij beschreef de groep als "Vier eilanden gekroond met kokospalmen", en noemde de eilanden "Las Cuatro Coronadas". In 1833 werd de eerste niet dubbelzinnige melding gedaan door Kapitein Thomas Ebrill van een Tahitiaans vrachtschip, en hij noemde de groep Amphitrite, naar zijn eigen schip. In 1837 werd de naam Actéon definitief gekozen door kapitein Edward Russell, die de eilanden de naam gaf van zijn militair schip HMS Acteon.

## Administratie
Bestuurlijk gezien zijn de vier atollen deel van de Gambier-eilanden.
Matureivavao · Tenararo · Tenarunga · Vahanga